# Christophe Marchand (Designer)
Christophe Marchand (* 1965 in Freiburg im Üechtland) ist ein Schweizer Designer.

## Leben
Von 1987 bis 1991 absolvierte er eine Lehre als Möbelschreiner. Er studierte danach Industriedesign an der Hochschule für Gestaltung und Kunst in Zürich und gründete später sein eigenes Unternehmen „Christophe Marchand Design“.
Seit 2019 ist Marchand Mitinhaber und in der Geschäftsführung von Wogg Furniture, einem Schweizer Möbelhersteller, für den er zuvor bereits verschiedene Designs entworfen hatte.
Daneben übte Marchand diverse Tätigkeiten als Lehrbeauftragter und Professor aus z. B. an der EPFL Lausanne im Fachbereich Industriedesign.

### Weitere Mitgliedschaften und Engagements
Seit 2004 ist Marchand Mitglied im Stiftungsrat der Ikea-Stiftung und wurde 2016 zu dessen Präsidenten gewählt. Er war auch  Mitglied im Gestaltungsvorstand der Gebrüder Thonet GmbH aus Frankenberg.

## Auszeichnungen und Preise
- Ausgezeichnete Arbeit des SID (Schweizer Industrial Designer Verband)
- Auszeichnung für besondere Leistungen der Zürcher Hochschule der Künste
- Tribute Design Award Switzerland
- Red Dot für innovatives Design vom Design Zentrum Nordrhein-Westfalen
- Red Dot Award „Best of the Best“ vom Design Zentrum Nordrhein-Westfalen
- Best of Neocon 2003, Möbelmesse Neocon in Chicago; innovativster Stuhl
- ADEX Award Californien, Silber in der Kategorie „Objektmöbel“
- Janus de l’industrie, Frankreich
- L’observeur 2006, Frankreich
- Etoile du Design, Frankreich
- IF Product Design Award 2010[6]
- 2011: Red Dot Design Award für Beflanzungskonzept Verticalis[7] und Funktionssessel Jive[8]
- 2012: Interior Innovation Award - Kategorie Best of Best[9]